# HD 36678
HD 36678，又名BD+54 914，SAO 25276、HR 1866，是一颗恒星，视星等为5.73，位于銀經157.19，銀緯11.82，其B1900.0坐标为赤經5h 28m 22.6s，赤緯+54° 11.82′ 44″。